# Lampides cytinus
Lampides cytinus är en fjärilsart som beskrevs av Hans Fruhstorfer 1921. Lampides cytinus ingår i släktet Lampides och familjen juvelvingar. Inga underarter finns listade i Catalogue of Life.